# Anania contentalis
Anania contentalis is een vlinder van de familie van de grasmotten (Crambidae). De wetenschappelijke naam van deze soort is voor het eerst voorgesteld als Pionea contentalis door William Schaus in een publicatie uit 1912.
De soort komt voor in Costa Rica.